# Auró Blanc de la Corriu
L'Auró Blanc de la Corriu és un arbre (Acer campestre x Acer monspessulanum) del terme de la Corriu (Guixers, el Solsonès) que, a causa de la seva grandària (és l'auró blanc més gran de la comarca) i la seva forma, ha estat declarat Bé Patrimonial de Guixers.

## Dades descriptives
- Perímetre del tronc a 1,30 m: 4,64 m.
- Perímetre de la base del tronc: 4,97 m.
- Alçària: 12,54 m.
- Amplada de la capçada: 14,52 m.
- Altitud sobre el nivell del mar: 1.345 m.[1]

## Entorn
Es localitza a la contrada de Marginals, arran del camí de la Corriu a Pratformiu, un indret amb una desena de masos escampats, avui tots tancats. Les feixes es mantenen a ratlla gràcies a la feina d'un ramat d'ovelles que pastura arreu de la zona. L'arbre està envoltat de prats i erms on xiuxiuegen les cotxes fumades i voletegen pinsans, pinsans borroners, gaigs i merles. Arreu hi ha furgades de senglar, i són freqüents els rastres de teixó, guineu i fagina.

## Aspecte genera l
Sembla haver sofert esmotxades diverses fa uns anys. Tot i aquest fet, l'arbre gaudeix d'una bona salut i l'aspecte general és força òptim. Destaca per la mida de la soca (realment excepcional per un auró) i per la seua raresa botànica: presenta característiques foliars de l'auró blanc però fa els fruits o sàmares de l'auró negre.

## Curiositats
A la zona de la Corriu també hi proliferen arbres de grans dimensions. Un exemple d'això és que molt a prop d'aquest auró n'hi ha un altre de dimensions inferiors, però igualment interessant. Així mateix, no gaire lluny, seguint el mateix camí de la Corriu (a un parell de quilòmetres) al Mosoll, hi trobem el magnífic Roure del Mosoll, el qual fa 6,01 metres de volta de canó a 1,30 m. A la Corriu mateix hi ha un altre roure gran, el Roure de Sant Martí, que fa 5,17 m de volta de canó a 1,30 metres.

## Accés
Cal agafar la carretera que va de Berga a Sant Llorenç de Morunys (L-4241), entre els punts quilomètrics 23 i 24, hem d'agafar el trencall que duu a Valls (Guixers) i seguir en direcció a la Corriu. A mig camí entre Marginals i Santclimenç, hi trobarem l'auró, a peu de pista i a mà esquerra, a Pratformiu. GPS 31T 0387677 4667598.